# Route 4 (Paraguay)
Pour les articles homonymes, voir Route 4.
La route 4 (en espagnol : Ruta 4 ou Ruta Nacional N° 4 "Gral. José Eduvigis Díaz (es)") est une route du Paraguay reliant San Ignacio Guazú à Paso de Patria (en). Sa longueur est de 197 km.

## Localités
| Kilomètre | Localité            | Département | Intersection |
| --------- | ------------------- | ----------- | ------------ |
| 0         | San Ignacio Guazú   | Misiones    | Route 1      |
| 99        | Guazú Cuá (es)      | Ñeembucú    |              |
| 100       | Tacuaras (es)       | Ñeembucú    |              |
| 137       | Pilar               | Ñeembucú    |              |
| 177       | Humaitá (es)        | Ñeembucú    |              |
| 197       | Paso de Patria (en) | Ñeembucú    |              |

## Longueur
| Département | km  |  |  |
|             |     |  |  |
| Misiones    | 57  |  |  |
| Ñeembucú    | 140 |  |  |
|             |     |  |  |
| Total       | 197 |  |  |